# この世界で君に逢いたい
『この世界で君に逢いたい』（このせかいできみにあいたい）は藤岡陽子の小説。2018年7月に光文社から単行本が刊行され、2021年8月に同社より文庫版が刊行された。
恋人・夏美と与那国島を訪れた青年・周二は17歳の少女・花と出会い、10歳の時に殺された自身の従妹・美羽となぜか重ねてしまう。そして、花の親代わりとなっている榮門とともに、目に見えない力に導かれる形で花の探している何かを知り、美羽が伝えたかった思いが重なっていく姿が描かれていく。

## 登場人物

### 主要人物
久遠花（くおん はな）
主人公。17歳。美少女。与那国島の製糖会社でアルバイトをするかたわら、時々「民宿すうやふがらさ」の手伝いをしている。
母親と小学1年の時に死別し、継母から冷遇され、実父からも庇われず、家庭での居場所をなくして、15歳の時に「島留学」で東京からやって来た。ずっと「探しているもの」があるが、それが何であるのか本人にも分からない。
須藤周二（すどう しゅうじ）
物語の語り手。27歳。旅行者として夏美とともに与那国島を訪れる。宿泊先の民宿の女将・悦子から顔を見ていきなり「島に呼ばれたね」と声をかけられる。
松川夏美（まつかわ なつみ）
都内のウェブ制作会社のウェブデザイナー。32歳。周二の大学の研究室のホームページ作成の仕事をしている時に周二と知り合う。
榮門から、テレビ関係者と勘違いして怒鳴りつけてしまったことのお詫びに、周二とともに自宅での夕食に招待される。
須藤美羽（すどう みう）
周二と同い年の美しい従妹。10歳の時に母親・瞳の交際相手の男に殺され、遺体は8年間も山に埋められていた。
美羽が子犬を連れていたためバスに乗れず、乗り場で別れた直後に美羽が連れ去られたことに周二はずっと罪悪感を持っている。
榮門武司（えいもん たけし）
物語の語り手。70歳近い。製糖会社の社長。製糖業以外にも米やバナナの栽培など手広く営んでいる。
家庭環境に問題のある未成年者や社会と上手く関われない子供たちを「島留学」と言う形で受け入れている。

### 花の関係者
片平里砂子（かたひら りさこ）
榮門の母屋に隣接する寮に花とともに住んでいる。花よりもずっと年上。与那国島に来て10年以上になる。
花の父
サプリメント販売の会社の営業職。妻は花が小学1年の時に病気で亡くなり、その後4年間は花と2人暮らしをしていたが、再婚後は継母に冷遇される花を庇ってもいない。
花の継母
花が小学5年の時に花の父と再婚、翌年には娘が生まれ、それ以来花を疎んじて、邪険に扱うようになっていた。

### 周二の関係者
須藤浩一（すどう こういち）
周二の兄。
須藤瞳（すどう ひとみ）
周二の叔母。美羽の母。周二の父とは一回り以上年下。恵まれた容姿を生かし、都内のクラブに勤務していた。美羽は19歳の時の子。
同居していた暴力団関係の男・勝山に美羽が殺され、問い詰めた瞳も殺されてしまう。
黒田藤政（くろだ ふじまさ）〈26〉
京都在住。京都の大学の大学院の同級生。経済学部の学部生の時に知り合い、付き合いは8年目になる。京都の寺院の跡取り息子。

### 武司の関係者
榮門笑里（えいもん えみり）
武司の妻。外国人のような名前が似合う、快活で華やかな雰囲気の人。
永井治（ながい おさむ）
中学教師を定年退職し、東京に事務所を構えて生活に窮する若者の支援活動をしている。
榮門武司と懇意にしており、15歳時の花の受け入れを依頼している。
金城悦子（かねしろ えつこ）
武司とは小中学校の同級生。武司の近所の「民宿すうやふがらさ」の女将。周二と夏美が宿泊しており、周二と初対面の時、「島に呼ばれたね!」と笑みを浮かべている。

### その他
津村（つむら）
テレビ番組制作会社のプロデューサー。花をテレビの旅番組に出演させようとする。
勝山恵次（かつやま けいじ）
瞳と美羽の家に転がり込み、同居していた男。暴力団員。美羽を共犯の男と一緒に車で連れ去り、殺害後に山に遺体を埋めた。
美羽が帰ってこないことを問い詰めた瞳も絞殺している。その後、自らも服毒自殺をした。

## 書誌情報
- 藤岡陽子『この世界で君に逢いたい』
  - 2018年7月18日発売[1][2]、光文社〈単行本〉、ISBN 978-4-334-91228-4
  - 2021年8月10日発売[3][4]、光文社文庫、ISBN 978-4-334-79226-8